# 田村すゞ子
田村 すゞ子（たむら すずこ、1934年1月2日- 2015年8月3日）は、日本の言語学者。出生名は福田 すゞ子（ふくだ すずこ）。早稲田大学名誉教授。専門はアイヌ語およびバスク語。

## 人物
アイヌ語研究の第一人者、アイヌ語教育の草分け的人物とされる。早稲田大学語学教育研究所で教育研究に携わった。北方言語文化研究会を主宰した。

## 経歴
1934年（昭和9年）1月2日に愛知県名古屋市に生まれた。生理学者の福田邦三の長女である。国文学者の福田秀一は兄。
日本語の文法に興味を持って東京大学で言語学を学び始めたが、服部四郎の授業で研究者の少ないアイヌ語に興味を持った。東京大学ではアイヌ語研究の創始者とされる金田一京助のもとで学んでいる。金田一はアイヌ語がエスキモー語やバスク語に似ているとしており、田村はバスク語の研究も行っている。東京大学文学部言語学科を卒業しており、大学4年時にはアイヌ語諸方言基礎語彙調査団に加わった。東京大学大学院人文科学研究科言語学専門課程修士課程修了。1956年（昭和31年）、東京大学大学院博士課程単位取得退学。1957年（昭和32年）から1960年（昭和35年）にかけて、札幌慈恵女子高校（現・札幌新陽高等学校）で教壇に立っていた。
1963年（昭和38年）、早稲田大学語学教育研究所専任講師。のち、助教授を経て教授となった。1973年（昭和48年）、「アイヌ語沙流方言の人称の種類」ほか一連のアイヌ語研究によって、第1回金田一京助博士記念賞を受賞。映像作家であり片山言語文化研究所長の片山龍峯は、田村について「日本で最も豊富な経験を持つアイヌ語研究者であると同時に、アイヌ語教育の草分け的存在でもある」と評している。
2000年（平成12年）、スペインのエウスカルツァインディア（王立バスク語アカデミー）の名誉会員となった。2003年（平成15年）、早稲田大学語学教育研究所を定年退職した。同時に語学教育研究所は廃止されている。2005年（平成17年）、早稲田大学の名誉教授となった。

## 受賞
- 1973年（昭和48年） - 第1回金田一京助博士記念賞[1][6]
- 2000年（平成12年） - エウスカルツァインディア（王立バスク語アカデミー）名誉会員[10][6]

## 学会
- 日本言語学会[6]
- 国語学会[6]
- 日本民族学会[6]

## 著作
- 『アイヌ語沙流方言辞典』草風館、1996年
- 『アイヌ語の世界』吉川弘文館、2013年　ISBN　9784642085250　新装普及版　2020年　ISBN　9784642085304
- 『アイヌ語入門』早稲田大学語学教育研究所
- 『アイヌ語入門解説』早稲田大学語学教育研究所
- 『アイヌ語基礎語彙』早稲田大学語学教育研究所
- 『アイヌ語音声資料』シリーズ、早稲田大学語学教育研究所
  - 『アイヌ語音声資料語彙 全3巻』早稲田大学語学教育研究所
  - 『アイヌ語音声資料選集 散文編』早稲田大学語学教育研究所
  - 『アイヌ語音声資料選集 韻文編』早稲田大学語学教育研究所
- 『Akketek hopuni アッケテク ホプニ ホタテ貝飛べ』早稲田大学語学教育研究所、1991年

翻訳書
- Roman Jakobson. (1963). "Essais de Linguistique Generale".
  - 川本茂雄（監修）、田村すず子、長嶋善郎、村崎恭子、中野直子（共訳）『一般言語学』みすず書房、1973年